# Smaragdos (Karagiannidis)
Smaragdos (světským jménem: Ioannis Karagiannidis; * 18. ledna 1970, Kalamata) je řecký pravoslavný duchovní Konstantinopolského patriarchátu a vikarijní biskup metropolie Chalkédón.

## Život
Narodil se 18. ledna 1970 v Kalamatě.
Ve svém rodném městě navštěvoval základní školu a následně i lyceum.
V letech 1988-1989 působil ve vojenské službě. Po návratu ze služby začal pracovat v mléčné továrně a to až do roku 1998.
Roku 1999 nastoupil na studium Vyšší církevní školy v Soluni kterou úspěšně dokončil roku 2003. Pokračoval ve studiu teologie na Aristotelově univerzitě v Soluni a 30. září 2007 byl rukopoložen na diákona. Jako diákon sloužil v chrámu svatého Panteleimona v Kuzguncuku.
Dne 25. prosince 2014 byl rukopoložen na jereje s povýšením do hodnosti archimandrity. Sloužil v chrámu proroka Eliáše v Skutari (Üsküdar).
Dne 15. dubna 2016 se stal protosynkelem chrámu svatého Eliáše.
Dne 23. června 2020 byl Svatým synodem Konstantinopolského patriarchátu zvolen biskupem z Daphnusie a vikarijní biskupem metropolie Chalkédón.
Dne 19. července 2020 proběhla v chrámu Svate Trojice v Chalkédónu jeho biskupská chirotonie. Světiteli byli metropolita Chalkédónu Athanasios (Papas), metropolita Gallipoli a Madytosu Stefanos (Ntinidis), metropolita Kydonies Athinagoras (Chrysanis) a biskup z Tralles Veniamin (Dimopoulos).